# Larson Nunataks
I Larson Nunataks sono un piccolo gruppo di nunatak antartici, picchi rocciosi isolati, situati 6 km a sudest del Monte Malville, lungo il versante orientale del Forrestal Range, nei Monti Pensacola, in Antartide. 
Il gruppo di nunatak è stato mappato dall'United States Geological Survey (USGS) sulla base di rilevazioni e foto aeree scattate dalla U.S. Navy nel periodo 1956-66.
La denominazione è stata assegnata dall'Advisory Committee on Antarctic Names (US-ACAN) in onore di Larry R. Larson, tecnico elettronico dell'aviazione presso la Stazione Ellsworth nell'inverno del 1957.